# Samostan sv. Klare, Dubrovnik
Samostan sv. Klare stoji južno od vrat s Pil ob samem dubrovniškem mestnem obzidju na trgu Miličević. Samostan je bil zgrajen konec 13. in v začetku 14, stoletja. Zaradi ugleda, ki ga je užival, je bil eden najpomembnejših ženskih samostanov dubrovniške republike. V delu samostana so leta 1432 odprli »sirotišnico« za zapuščene in nezakonske otroke. Za otroke so skrbeli do njihovega šestega leta starosti, potem pa so jih dali v rejništvo poštenim družinam. Sirotišnica v samostanu sv. Klare je bila ena prvih takih ustanov na svetu. V katastrofalnem potresu leta 1667 je bil samostan močno poškodovan, a so ga mestne oblasti obnovile.
Ko so Dubrovnik zavzeli Napoleonvi vojaki, so francoske oblasti samostan preuredile v konjušnico in skladišče streliva. Po obnovitvenih delih v »novi Jugoslaviji« so veliko samostansko dvorišče z dvojnimi arkadami spremenili v letni kino in restavracijo.